# 三山风景名胜区
三山風景名勝區是中華人民共和國江蘇省镇江市金山、焦山、北固山三座山組成的風景區。是中國第五批国家级风景名胜区，第十四批国家5A级旅游景区。